# Танака Міяко
Танака Міяко (20 лютого 1967) — японська синхронна плавчиня.
Бронзова медалістка Олімпійських Ігор 1988 року.